# Faune de la Barbade
Pour un article plus général, voir Barbade.

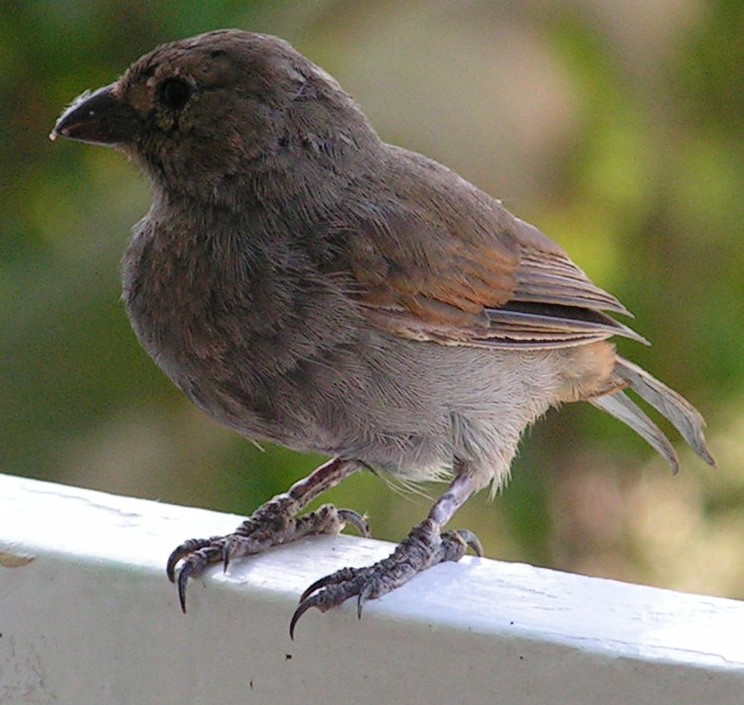
La Sporophile de Barbade a été récemment reconnue comme espèce distincte de la Sporophile rougegorge.

La faune de la Barbade est moins diverse que celle des autres Antilles. Les activités humaines sont responsables du changement de composition de la faune, en particulier, le remplacement des espèces natives. Les espèces qui sont capables de s'adapter à la présence humaine ont survécu.

## Origine de la faune barbadienne

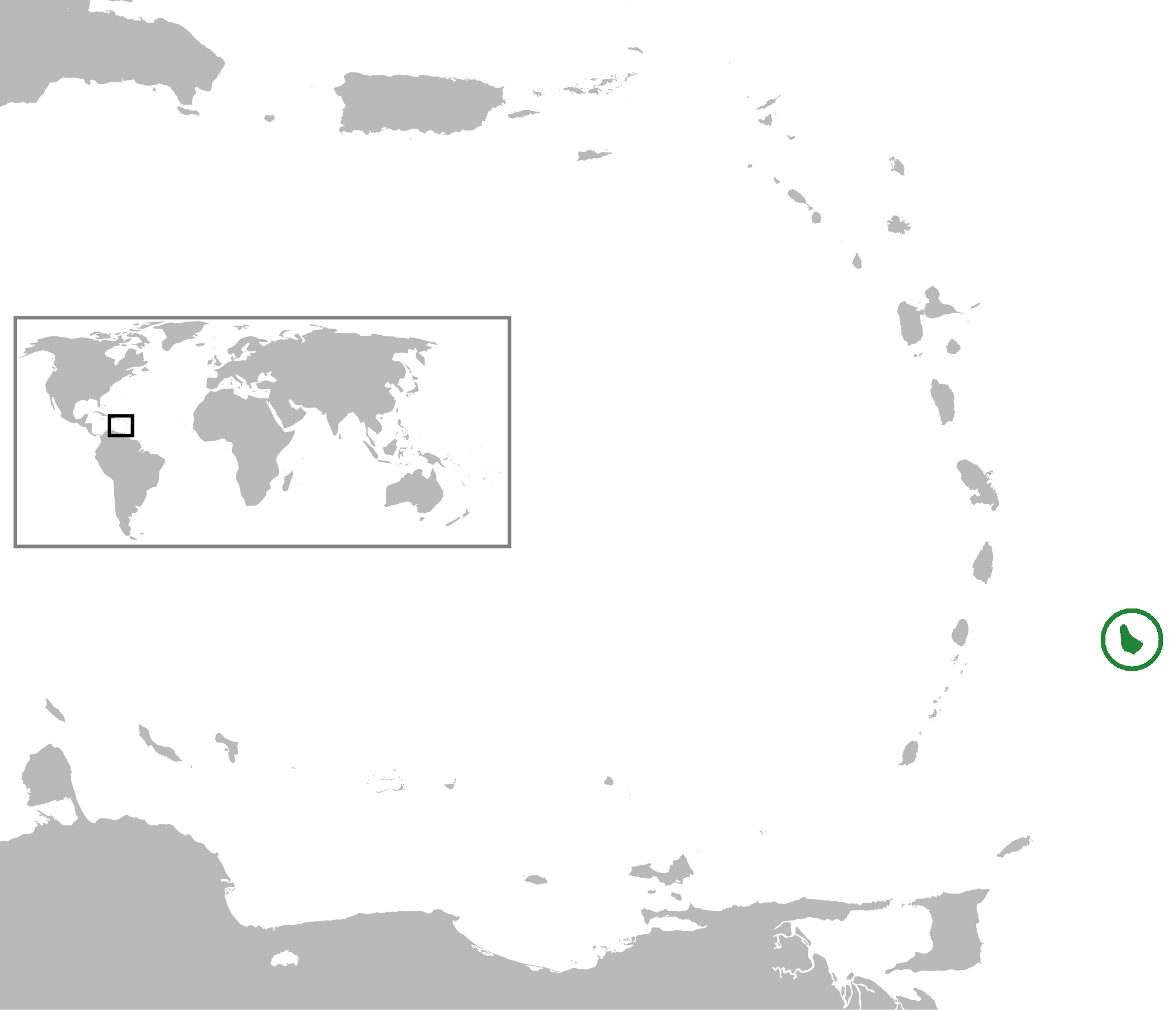
Position de la Barbade dans la mer des Antilles

L’île de la Barbade a été formée à la suite d'un mouvement tectonique et est plus jeune que les îles voisines de petite taille, qui sont principalement d’origine volcanique. En conséquence, par rapport à l’âge géologique de l’île, la colonisation avienne s’est effectuée récemment, ce qui explique en partie la paucité des espèces endémiques par comparaison aux îles limitrophes. Les espèces capables de traverser la mer en vol ont profité d’un avantage comparatif, ce qui aide à expliquer pourquoi les oiseaux sont plus nombreux que les autres groupes animaux, tels que les mammifères. Outre la colonisation naturelle de l’île par les animaux, les humains ont contribué à la composition de la faune dans l’île barbadienne, à travers l’introduction (intentionnelle et accidentelle) d’espèces étrangères.

## Mammifères

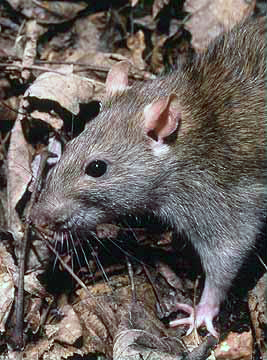
Comme la plupart des mammifères barbadiens, le Rat brun n’est pas autochtone en Barbade.

La plupart des mammifères barbadiens ne sont pas natifs du pays. La Souris commune (Mus musculus), le Rat brun (Rattus norvegicus), le Lièvre d'Europe (Lepus europaeus), la Petite mangouste indienne (Herpestes javanicus), et le Vervet (Cercopithecus aethiops sabaeus) en sont des exemples.
Le Raton laveur de la Barbade (Procyon gloveralleni) est éteint et les seules espèces autochtones sont des espèces de chiroptères.

## Oiseaux

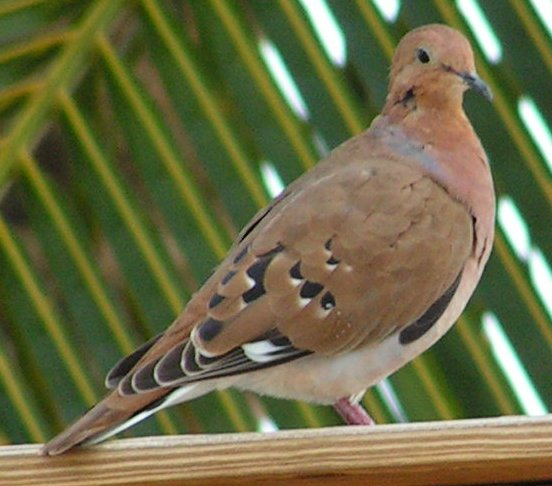
La Tourterelle à queue carrée.

Les oiseaux sont assez communs sur l’île, la plupart des espèces des oiseaux sont autochtones; ils représentent la plupart des espèces à sang chaud qui se trouvent sur l’île.
Des exemples de la famille Icterinae sont le Quiscale merle (Quiscalus lugubris) et le Vacher luisant (Molothrus bonariensis). Comme les autres membres de cette famille, le Vacher luisant est un parasite, qui remplace les œufs dans le nid d'une autre espèce d'oiseau, principalement Quiscale merle.
Quelques passereaux granivores présents sont le Tiaris à face noire (Tiaris bicolor). Il y a une espèce endémique de la famille  Emberizinae, La Sporophile de Barbade (Loxigilla barbadensis); la couleur des mâles de cette espèce ressemble celle des femelles. Introduit en Barbade, le Sicale des savanes (Sicalis luteola) est désormais menacé, à cause des activités humaines comme la destruction de son habitat.
En Barbade, il y a deux espèces qui se trouvent dans la famille Tyrannidae, Le Tyran gris (Tyrannus dominicensis) et L’Élénie siffleuse (Elaenia martinica); tous les deux chassent les insectes en volant.
Il y a plusieurs membres de la famille des columbidés. Le pigeon à cou rouge (Patagioenas squamosa) est le membre le plus grand. La Tourterelle à queue carrée (Zenaida aurita) est l’espèce la plus commune, par rapport avec la Tourterelle oreillarde (Zenaida auriculata) qui se trouve seulement dans certains endroits isolés (cette espèce a récemment colonisé l'île). La Colombe à queue noire (Columbina passerina) est l’espèce la plus petite. Le Pigeon biset (Columba livia) est commun et il se trouve principalement près des constructions humaines.

## Reptiles

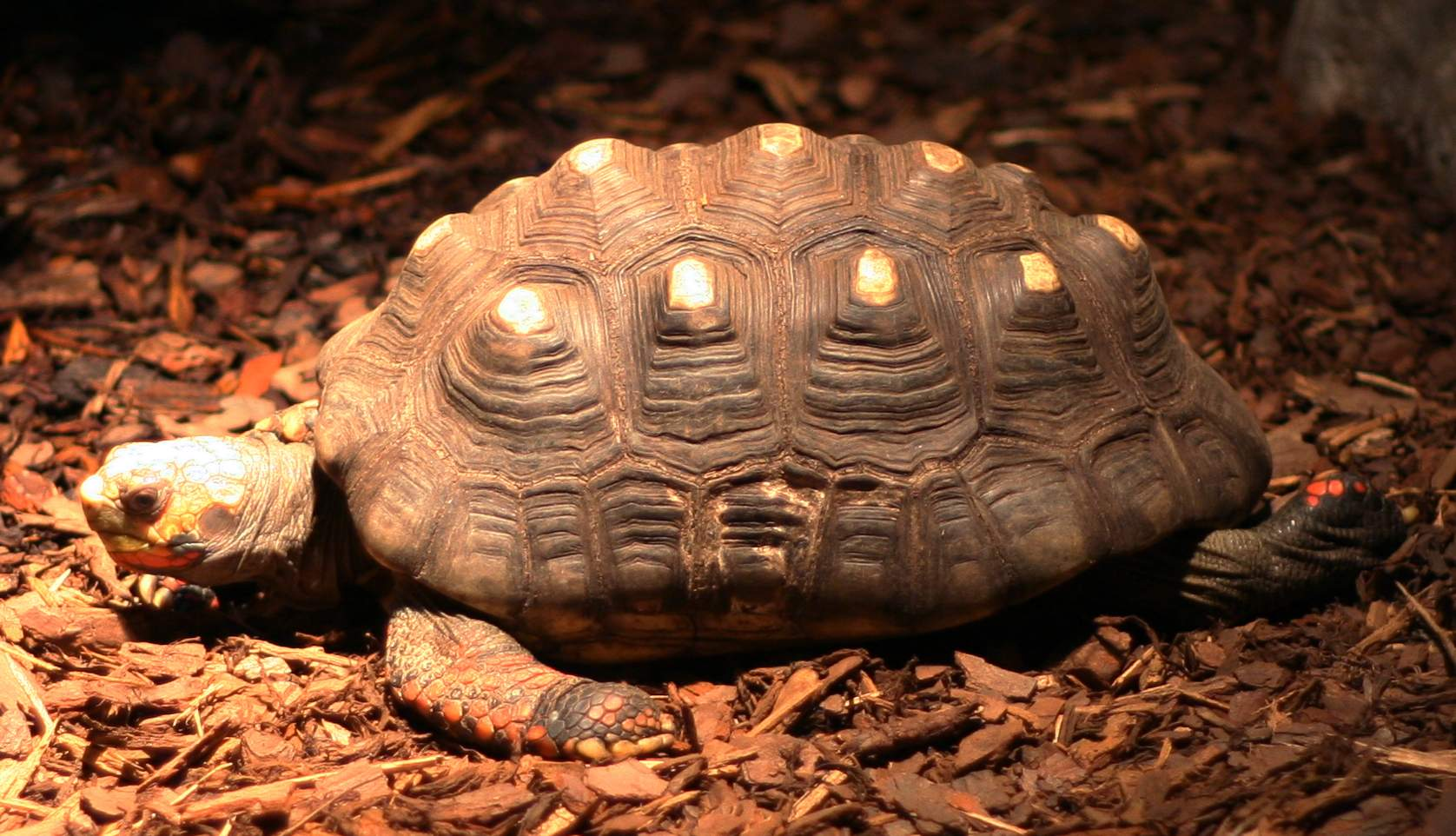
Une tortue charbonnière à patte rouge.

L’Iguane vert (Iguana iguana) a autrefois vécu dans l’île avant d’être extirpé. Une espèce de lézard Anolis, (Anolis extremus), et une espèce de gecko, (Hemidactylus mabouia) sont toutes les deux des espèces communes; alors que Gymnophthalmus underwoodi, ainsi qu’une espèce provenant du Lézard kentropyx (Kentropyx borckiana) sont plus rares dans l’île.
La tortue charbonnière à pattes rouges (Geochelone carbonaria) est largement gardée en captivité dans l’île. Il est toutefois probable qu’elle provienne d’ailleurs, étant donné que les explorateurs européens n’en ont fait aucune mention antérieurement.

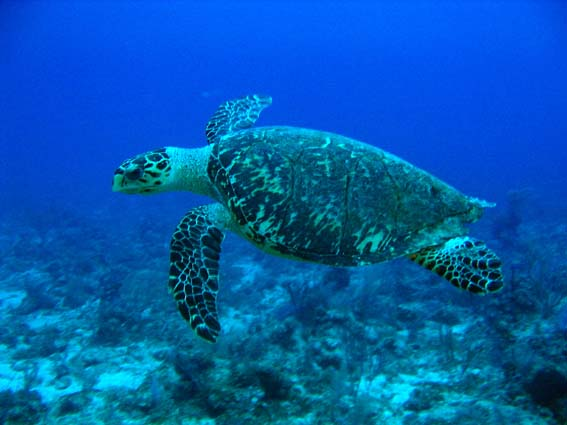
Une tortue imbriquée.

Les populations d’une espèce endémique, Liophis perfuscus ont été dévastées à la suite de l’introduction d’une espèce prédatrice appelée la Petite mangouste indienne si bien que depuis 1961, il n’y eut plus preuve que l’espèce ait été aperçue. Une autre espèce de serpent, Mastigodryas bruesi, ainsi que le plus petit serpent du monde, Leptotyphlops bilineata, ont été retrouvées dans l’île.
Il y a actuellement deux espèces de tortues de mer qui nichent en Barbade : la tortue imbriquée (Eretmochelys imbricata), et la tortue luth (Dermochelys coriacea). Bien qu’elle ne niche pas dans l’île, la tortue verte (Chelonia mydas) fourrage dans les nids de végétation marine côtiers. Les infrastructures côtières telles que les hôtels ont empiété sur les nids des tortues de mer ; la lumière provenant des côtes est également nuisible aux femelles qui préparent leurs nids.

## Amphibiens
Le crapaud buffle (Bufo marinus) d’Amérique du Sud ainsi qu’une espèce de grenouille du genre Eleutherodactylus  constituent la communauté amphibienne de l’île. L’introduction du Crapaud buffle a été faite afin d'endiguer la prolifération d'insectes ravageant les cultures de la canne à sucre. Comme il a été le cas ailleurs, le manque de prédateurs pour contrôler le Crapaud buffle a conduit en retour à la présence de populations non maîtrisées dans certaines régions.

## Poissons d'eau douce

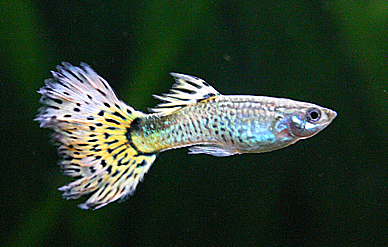
Des formes élaborées du Guppy, telles que celles-ci, ont été développées à partir de la forme sauvage de l’espèce.

La forme sauvage du Guppy (Poecilia reticulata) est originaire de la Barbade, du Trinidad, ainsi que du Nord de l’Amérique du Sud. À l’origine destinées à l’aquaculture, les espèces de Tilapias telles que Oreochromis mossambicus, et Tilapia zillii sont devenues vastement répandues à travers l’île, dans les étangs et les cours d’eau.Les introductions de différentes variétés d’aquarium du Guppy dans le milieu sauvage signifient qu’il serait possible de faire une distinction entre les variétés originales et celles élaborées.

## Poisson d’eau saumâtre
Les espèces d’eau saumâtre sont également présentes, particulièrement dans les marécages côtiers tels que le marais Graeme Hall; Rivulus marmoratus en est un exemple, une espèce notable pour son unique capacité à se fertiliser elle-même. Une population résidente et isolée de tarpon d’Atlantique (Megalops atlanticus) a été établie dans le marais Graeme Hall.

## Crustacés
Les milieux d’eau douce dans l’île hébergent des espèces d’écrevisses appartenant au genre Procambarus.